# Sopra i tetti di Venezia
Sopra i tetti di Venezia, nota anche come Le avventure di Marco e Gina è una serie televisiva a cartoni animati prodotta nel 2001 da Lanterna Magica, France Animation, Unione europea di radiodiffusione, composta da ventisei episodi e trasmessa su Rai 2 dal 9 giugno all'11 luglio 2003 e poi riproposta su Rai Gulp dal 15 maggio 2009 e su Rai YoYo dal febbraio 2013.
La serie è stata ideata e disegnata dal famoso disegnatore della Disney Romano Scarpa.

## Trama
Vicino alla storica Venezia, è situata un'altra città altrettanto affascinante: Venezia di sopra, una città fantastica immersa nella laguna, con i suoi canali e le sue gondole, abitata però da piccioni e pennuti di ogni genere, e non da umani. La città è retta dal saggio governo dei dogi, ma è dotata di moderne tecnologie, e non le mancano telefonini e televisori. Non manca però la perfidia, ed il conte Yagor farà il possibile per rubare il Ku Wang, il diamante nero dei dogi, e rovesciare il governo, ostacolato dalla coppia di innamorati piccioni Marco e Gina.

## Personaggi principali
Marco
Doppiato da: Federico Di Pofi
Il fornaio di fiducia del Doge, da quest'ultimo ritenuto uno dei migliori della città. Prepara appositamente i cornetti per il suo sovrano ogni giorno, oltre ad occuparsi anche di qualche incarico speciale. È un tipo molto impulsivo che tende ad agire prima di pensare, ma dotato di una forte determinazione e di un gran coraggio.
Gina
Doppiata da: Valentina Mari
La segretaria del Doge. Svolge di solito le sue usuali mansioni all'interno del Palazzo, ma più spesso fa da tuttofare e dama da compagnia ad Ardelia, oltre a badare alla sua sbadataggine finendo talvolta per prendersi le colpe (non di rado infatti la sua pazienza viene messa a dura prova). È dotata di una mente sveglia e, al contrario di Marco, lei tende a riflettere su potenziali conseguenze. Questo fa di lei la mente del gruppo.
Berto
Doppiato da: Luigi Ferraro
Fedele amico di Marco e Gina e un cuccinaio perfetto che sogna di essere cantante.
Gabby
Un gabbiano intelligente e pigro ma un buon amico di Marco e Gina.
Doge Cirillo II
Doppiato da: Gianni Giuliano
Il doge di Venezia, buono, generoso e goloso dei cornetti di Marco.
Ardelia
Doppiata da: Maria Paiato
Sorella del Doge Cirillo, è molto vanitosa.
Conte Yagor
Doppiato da: Piero Tiberi
Losco personaggio che fa di tutto per impossessarsi del Ku Wang.
Sgarry
Doppiato da Oreste Baldini
Scagnozzo combinaguai del conte Yagor.
Re Topone
Doppiato da: Giuliano Santi
Scagnozzo del conte Yagor.

## Lista degli episodi
| Nº | Titolo                             | Prima TV       |
| -- | ---------------------------------- | -------------- |
| 1  | Sorpresa, sorpresa                 | 9 giugno 2003  |
| 2  | Il guardiano della notte           | 10 giugno 2003 |
| 3  | L'amore è nell'aria                | 11 giugno 2003 |
| 4  | Il piccolo giocoliere              | 12 giugno 2003 |
| 5  | Il torneo aereo                    | 13 giugno 2003 |
| 6  | L'invito                           | 16 giugno 2003 |
| 7  | La grande regata                   | 17 giugno 2003 |
| 8  | La leggenda dello stelliogone      | 18 giugno 2003 |
| 9  | Un po' di sfortuna                 | 19 giugno 2003 |
| 10 | Il tesoro del Doge                 | 20 giugno 2003 |
| 11 | Il viaggio del Doge                | 23 giugno 2003 |
| 12 | Una vera donna d'affari            | 24 giugno 2003 |
| 13 | La visita                          | 25 giugno 2003 |
| 14 | Il grande tenore                   | 26 giugno 2003 |
| 15 | Passione eterna                    | 27 giugno 2003 |
| 16 | Bloccati dalla neve                | 30 giugno 2003 |
| 17 | L'orologio                         | 1º luglio 2003 |
| 18 | Operazione sesamo                  | 2 luglio 2003  |
| 19 | Mio fratello è un Marziano         | 3 luglio 2003  |
| 20 | Venezia affonda                    | 4 luglio 2003  |
| 21 | Il servizio fotografico di Ardelia | 7 luglio 2003  |
| 22 | Pronti, motore, azione             | 8 luglio 2003  |
| 23 | Il neonato turbolento              | 9 luglio 2003  |
| 24 | Il fantasma del palazzo            | 10 luglio 2003 |
| 25 | Via libera ai clown                | 11 luglio 2003 |
| 26 | Il gondoliere nero                 | 14 luglio 2003 |